# 1630

## Родени
- Степан Разин, казашки военачалник
- Айзък Бароу, английски математик

## Починали
- 15 ноември – Йохан Кеплер, немски учен